# Epínico
Epínico (em latim: Epinicus); m. 480) foi um oficial militar bizantino ativo no século V, durante o reinado dos imperadores Zenão (r. 474–475; 476–491) e Basilisco (r. 475–476). 

## Vida
Epínico era nativo da Frígia. Iniciou sua carreira como um notário privado e então conseguiu ser empregado como gestor das propriedades de Urbício. Nesta posição, conheceu a imperatriz Élia Verina (r. 457–474), que ajudou-o a ascender na hierarquia imperial, fazendo-o ser nomeado como conde da fortuna privada pouco antes de 474 e conde das sagradas liberalidades do Oriente em 474.
Em 475, Epínico foi nomeado por Basilisco como prefeito pretoriano do Oriente próximo a Meiro, na Frígia Salutar. Devido a sua avareza, a venda de ofícios e a imposição de altas tributações às populações da prefeitura, tornar-se-ia impopular e seria substituído no mesmo ano por Laurêncio. Ainda em 475, sabe-se que foi nomeado como patrício e cônsul, embora este última tenha provavelmente sido um título honorífico. Aparentemente, em 476, Epínico desertou Basilisco em detrimento do legítimo imperador Zenão.
Em 478, Epínico conspirou sem-sucesso para assassinar o cônsul Ilo e foi exilado na Isáuria, embora no mesmo ano acabou se reconciliando com o último e conseguindo retornar para Constantinopla após a revelação de que a trama foi arquitetada por Élia Verina. Ainda em 478, sabe-se que exerceu ofício na capital, provavelmente de prefeito urbano, como citado na Suda. Em 480, envolveu-se, ao lado dos oficiais Dionísio e Traustila, numa conspiração contra Zenão. Foram capturados e executados em 480.